# Olivia Williams
Olivia Haigh Williams (Camden Town, Londen, 26 juli 1968) is een Engelse film-, toneel- en tv-actrice bekend door haar films in het Verenigd Koninkrijk en de Verenigde Staten.

## Levensloop
Williams studeerde aan het Newnham College in Cambridge en behaalde daar een graad in Engelse literatuur. Ook studeerde zij twee jaar drama aan de Bristol Old Vic Theatre School.
Na haar studie in Bristol werkte zij bij de Royal Shakespeare Company, zowel in Stratford-upon-Avon als in Londen en in 1995 toerde zij door de Verenigde Staten met William Shakespeares Richard III met Ian McKellen. Haar eerste optreden voor de camera was in de rol van Jane Fairfax in de Engelse tv-film Emma (1996), gebaseerd op Jane Austens novelle Emma.
Haar filmdebuut was in 1997 met de film The Postman.
Op 2 november 2003 trouwde Olivia Williams met de Amerikaanse acteur Rhashan Stone.

## Selectie van haar werk

### Film
| Jaar | Film                             | Rol                                 | Onderscheidingen                                      |
| ---- | -------------------------------- | ----------------------------------- | ----------------------------------------------------- |
| 1997 | Beck                             | Karen Quinn                         |                                                       |
| 1997 | Gaston's War                     | Nicky                               |                                                       |
| 1997 | The Postman                      | Abby                                |                                                       |
| 1998 | Rushmore                         | Rosemary Cross                      |                                                       |
| 1999 | The Sixth Sense                  | Anna Crowe                          |                                                       |
| 2000 | Four Dogs Playing Poker          | Audrey                              |                                                       |
| 2000 | Born Romantic                    | Eleanor                             |                                                       |
| 2000 | Dead Babies                      | Diana                               |                                                       |
| 2001 | The Body                         | Sharon Golban                       |                                                       |
| 2001 | A Knight's Tale                  | Phillipa Chaucer                    |                                                       |
| 2001 | Lucky Break                      | Annabel Sweep/Lady Hamilton in show | Beste actrice, Empire Awards (2002) (genomineerd)     |
| 2001 | The Man from Elysian Fields      | Andrea                              |                                                       |
| 2002 | The Heart of Me                  | Madeleine                           | Beste actrice, British Independent Film Awards (2003) |
| 2002 | Below                            | Claire                              |                                                       |
| 2003 | To Kill a King                   | Lady Anne Fairfax                   |                                                       |
| 2003 | Peter Pan                        | Mrs. Darling                        |                                                       |
| 2005 | Valiant                          | Victoria (stem)                     |                                                       |
| 2005 | Tara Road                        | Ria                                 |                                                       |
| 2005 | Mockingbird                      | Mother                              |                                                       |
| 2006 | X-Men: The Last Stand            | Moira MacTaggert                    |                                                       |
| 2008 | Flashbacks of a Fool             | Grace Scott                         |                                                       |
| 2008 | Broken Lines                     | Zoe                                 |                                                       |
| 2008 | Miss Austen Regrets              | Cassandra                           |                                                       |
| 2009 | An Education                     | Miss Stubbs                         |                                                       |
| 2010 | The Ghost Writer                 | Ruth Lang                           |                                                       |
| 2010 | Sex & Drugs & Rock & Roll        | Betty Dury                          |                                                       |
| 2011 | Hanna                            | Rachel                              |                                                       |
| 2011 | Collaborator                     | Emma Stiles                         |                                                       |
| 2012 | Anna Karenina                    | Countess Vronskaya                  |                                                       |
| 2012 | Now Is Good                      | Mother                              |                                                       |
| 2012 | Hyde Park on Hudson              | Eleanor Roosevelt                   |                                                       |
| 2013 | The Last Days on Mars            | Kim Aldrich                         |                                                       |
| 2013 | Justin and the Knights of Valour | Queen (stem)                        |                                                       |
| 2014 | Sabotage                         | Investigator Caroline Brentwood     |                                                       |
| 2014 | Maps to the Stars                | Cristina Weiss                      |                                                       |
| 2014 | Seventh Son                      | Mam                                 |                                                       |
| 2017 | Victoria & Abdul                 | Jane Spencer, barones Churchill     |                                                       |
| 2020 | The Father                       | De vrouw                            |                                                       |
| 2024 | Another End                      | Juliette                            |                                                       |

### Televisie
| Jaar van optreden     | Film of serie                                                                                      | Rol                  | Onderscheidingen |
| --------------------- | -------------------------------------------------------------------------------------------------- | -------------------- | ---------------- |
| 1992 (1 aflevering)   | Van der Valk (1972–1973, 1977, 1991–1992) "Still Waters"                                           | Irene Kortman        |                  |
| 1992 (1 aflevering)   | The Ruth Rendell Mysteries (1987–2000) "The Speaker of Mandarin"                                   | Jennifer Norris      |                  |
| 1996                  | Emma                                                                                               | Jane Fairfax         |                  |
| 1998 (2 afleveringen) | Friends (1994–2004) "The One with Ross's Wedding: Part 1" en "The One with Ross's Wedding: Part 2" | Felicity             |                  |
| 2000                  | Jason and the Argonauts                                                                            | Hera                 |                  |
| 2001 (1 aflevering)   | Spaced (1999, 2001) "Help"                                                                         | Knocked-down Cyclist |                  |
| 2004                  | Agatha Christie – A Life in Pictures                                                               | Agatha Christie      |                  |
| 2006                  | Krakatoa: The Last Days                                                                            | Johanna Beijerinck   |                  |
| 2007                  | Damage                                                                                             | Michelle Cahill      |                  |
| 2008                  | Miss Austen Regrets                                                                                | Jane Austen          |                  |
| 2009-2010             | Dollhouse                                                                                          | Adelle DeWitt        |                  |

### Theater
| Jaar van optreden | Productie                                                                                                | Rol             | Onderscheidingen |
| ----------------- | --- | --------------- | ---------------- |
| 1995              | Richard III (ca. 1591) by William Shakespeare                                                            |                 |                  |
| 2003              | Love's Labour's Lost (ca. 1595–1596) William Shakespeare Olivier Theatre, Royal National Theatre, London | De prinses      |                  |
| 2003              | The Hotel in Amsterdam (first performed 1968) John Osborne Donmar Warehouse, London                      | Annie           |                  |
| 2006              | The Changeling (1653) Thomas Middleton en William Rowley Cheek by Jowl, Barbican Centre, London          | Beatrice-Joanna |                  |